# Praha-Ruzyně (nádraží)
Praha-Ruzyně je železniční stanice na trati z Prahy do Rakovníka na adrese Drnovská 41/40. Nachází se na traťovém kilometru 10,9 (od nádraží Praha-Bubny) a je to poslední stanice této trati na území Prahy.

## Historie
Územím obce procházela již Lánská koněspřežka, která od roku 1831 spojovala Prahu, ze stanice Bruska, s Lány. Tato koněspřežka sloužila až do roku 1861 pouze pro nákladní dopravu. S výstavbou stanice se však v Ruzyni započalo až po přestavbě trati na klasickou železnici s normálním rozchodem a parním provozem, k níž došlo v roce 1863. Stanice na dráze, jíž se od roku 1866 říkalo Buštěhradská, se začala stavět zřejmě až v roce 1867.

## Popis stanice
Stanice má tři dopravní a čtyři manipulační koleje. Její budova postavená v roce 1875 stojí poněkud nezvykle u hostivického zhlaví, takže před dopravní kanceláří procházejí jen dvě koleje. Budovu odděluje od kolejiště dřevěný plůtek. Za poslední výhybkou hostivického zhlaví prochází přejezd Drnovské ulice zabezpečený závorami se světelnou signalizací. Ze stanice, v níž zastavuje většina osobních vlaků, vycházejí dvě dnes již nepoužívané vlečky.
V blízkosti stanice se nacházejí zastávky autobusů MHD – linky 108 a 225 na křižovatce ulic Drnovské a U Prioru a linky 108, 168 a 225 při křižovatce ulic Drnovské a Stochovské a na Starém náměstí.